# StarTimes
Star Times é uma empresa de media multinacional chinesa com forte presença em África. 
A StarTimes também fornece tecnologias de televisão digital para países e indústrias de transmissão de televisão que estão mudando de televisão analógica para digital. StarTimes é um dos principais operadores de TV digital em toda a África subsaariana. A chegada da StarTimes ao mercado africano interrompeu o modelo tradicional da indústria de TV, tornando a TV paga acessível para todas as famílias e não apenas para a classe alta. Desde Maio de 2017, a StarTimes opera em 30 países e atende 10 milhões de assinantes.

## História
O grupo StarTimes foi fundado em 1988 pelo engenheiro chinês Pang Xinxing. Ele era um engenheiro sénior que se formou na Universidade do Nordeste da China. Em 2002, a StarTimes começou a expandir seus negócios para a África, e desde então tem trabalhado em estreita colaboração com os governos africanos para promover em conjunto a digitalização.
Em 2007, a StarTimes recebeu a primeira licença de operador de TV digital emitida pela Ruanda. Desde então, a StarTimes estabeleceu subsidiárias em 30 países africanos, incluindo Nigéria, Quênia, Tanzânia, África do Sul, Uganda, República Democrática do Congo, Costa do Marfim, Moçambique, Madagáscar e República da África Central.
Em 2009, a StarTimes e a emissora do serviço público da Tanzânia formaram uma joint venture para implementar a migração digital. A 17 de Junho de 2015, o governo da Tanzânia deu à StarTimes um certificado de apreciação "Por uma contribuição inestimável para o sucesso da migração da transmissão de televisão analógica para a digital".
Em Fevereiro de 2016, a StarTimes recebeu uma Licença DTH na Costa do Marfim. A operação começou em Outubro de 2016. A 23 de Novembro de 2016, a StarTimes foi uma das três empresas seleccionadas pela Autoridade de Regulação de Meios Eletrônicos do Paquistão (PEMRA) para estabelecer e operar serviços de distribuição de DTH no Paquistão por um período de 15 anos. 
A 2 de Setembro de 2017, o governo do Chade e StarTimes assinaram um acordo sobre migração digital. Após um longo processo, a StarTimes foi escolhida para construir uma rede de Televisão Digital Terrestre, que incluirá a digitalização de infraestruturas nacionais, desde a transmissão de televisão até a recepção do terminal.

## Seminário Africano de Desenvolvimento de TV Digital
Em 2011, a StarTimes hospedou o primeiro Seminário Africano de Desenvolvimento de TV Digital. O seminário, que tem sido realizado por sete anos consecutivos, é uma plataforma importante para os países africanos para discutir como realizar a migração digital em África.  
No fórum realizado em Maio de 2017, mais de 400 delegados de 46 países africanos e asiáticos estiveram presentes no seminário, incluindo mais de 30 ministros de informação e comunicação de países africanos, como Nigéria, República Centro-Africana, Chade, Guiné, Libéria, Malawi , Zâmbia, República Democrática do Congo e Etiópia.

## Transmissão de desportos
O desporto, e especialmente o futebol, são prioridade de conteúdo da StarTimes. Por esta razão, a StarTimes nomeou a legenda do futebol mundial Nwankwo Kanu como embaixadora da marca na África.
Em 2015, a StarTimes assinou um contrato de transmissão exclusivo com a Bundesliga por cinco anos consecutivos em todos os países subsaarianos. StarTimes tornou-se parceiro da Bundesliga na África. Isso resultou em StarTimes e DFL Deutsche Fussball Liga organizando StarTimes-Bundesliga Legends Tour, onde os ícones da Bundesliga visitam países africanos "para interagir com os fãs de futebol africanos e para promover a liga de futebol alemã, bem como sua emissora oficial na África Subsaariana, StarTimes". Em Dezembro de 2015, dois dos antigos jogadores mais talentosos de África, Jay-Jay Okocha e Sunday Oliseh, visitaram Nigéria, Gana e Quénia.
Em 2015, a StarTimes obteve os amplos direitos de transmitir a Ligue 1 Francesa e a Serie A Italiana para todos os países subsaarianos.
Em Julho de 2015, a StarTimes assinou um contrato de transmissão exclusivo para a International Champions Cup (ICC) por um período de cinco anos.
Em Junho de 2016, a StarTimes também assinou um contrato de transmissão exclusivo com a Súper Liga chinesa por três anos sucessivos na África Subsaariana. 
Em Novembro de 2016, o grupo StarTimes assinou um acordo de média inovador com a Gana Football Association, prometendo promover a Liga Premier do Gana na África Subsaariana e o desenvolvimento infraestrutural do jogo no país da África Ocidental durante a próxima década.
Em Abril de 2017, a StarTimes garantiu direitos de média para a Copa do Mundo da FIFA 2018 na Rússia, bem como todos os outros eventos da FIFA 2017-2018 nos 42 territórios da África Subsaariana (excepto para a Copa do Mundo de 2018 e a Copa das Confederações da FIFA Rússia 2017 na África do Sul). A StarTimes também assinou uma parceria com o clube de futebol Ivoiriano ASEC Mimosas.
A 19 de Julho de 2017, a StarTimes adquiriu direitos de média exclusivos na África Subsaariana para as competições da equipe nacional da FIBA no período 2017-2021, incluindo a Copa do Mundo de Basquete FIBA 2019 na China. 

## Responsabilidade social corporativa

### Ébola epidemia
Durante a crise do Ébola em 2014, a StarTimes lançou várias operações na Guiné e Nigéria para aumentar a conscientização entre a população local. No Guiné, a StarTimes fez um vídeo, que foi transmitido na televisão nacional, sobre o vírus Ébola e medidas cautelares a serem tomadas e distribuiu materiais de saneamento para as comunidades locais.  Na Nigéria, a StarTimes produziu diferentes materiais educativos e distribuiu luvas e máscaras, além de colocar esta informação de prevenção do Ébola em seu site e na conta do Facebook.

### Cooperação StarTimes-ONUSIDA
A 12 de Maio de 2017, o Programa Conjunto das Nações Unidas sobre HIV/AIDS (UNAiDS) e StarTimes assinaram um memorando de cooperação. Esse acordo oficializou uma cooperação que começou um ano antes de "reduzir o impacto do HIV em toda a África através da divulgação de mensagens ao público em geral, para aumentar a conscientização sobre o HIV através do trabalho da ONUSIDA, para reduzir o estigma, a discriminação das pessoas vivendo com o HIV e as populações afectadas pelo HIV ". A primeira acção concreta desta cooperação foi realizada no Dia Mundial de Combate à AIDS, no  dia 1 de Dezembro de 2016. Em que a StarTimes transmitiu vídeos de prevenção do HIV da ONUSIDA nas suas redes africanas, em inglês e francês, no Dia Mundial da AIDS até ao final daquele ano.

## Produtos

### Conjunto de TV digital
Em 2016, a StarTimes lançou um aparelho de TV digital suportando entradas de sinal tanto da TV terrestre (TDT) quanto da TV via satélite (DTH) sem um descodificador. O aparelho de TV está disponível em HD (32 polegadas) e Full HD (42 polegadas). À medida que a África está passando pela migração de televisão digital, o aparelho de TV digital StarTimes foi projectado para ajudar as famílias a completar o último passo da transição, dando-lhes um dispositivo "All in One" para aproveitar plenamente os benefícios da televisão digital.

### Descodificadores
A StarTimes desenvolveu descodificadores combinados 2-em-1 ou descodificadores de modo duplo, que podem suportar o serviço de TV terrestre (TDT) e o serviço de TV via satélite (DTH).

### Projector TV e Sistema de TV solar
A StarTimes Projector TV pode projectar uma tela de mais de 120 polegadas em uma parede. Ele usa tecnologia DLP e fonte de luz LED com alto brilho e baixa potência. Dispositivos externos como leitores de DVD, descodificadores, bem como computadores podem ser conectados.
A StarTimes Solar TV System é um projector de TV de baixa potência, que pode receber a TV digital directamente de satélites e funciona com apenas uma bateria de energia solar de 50W. Ele oferece uma reprodução de TV de cinco a seis horas durante a noite. Uma versão mais recente chamada S2 incorpora jogos integrados, um player de música e a possibilidade de instalar aplicativos.

### Telefones
A StarTimes produz uma série de smartphones: Planet Note, Faith, Solar Note, Solar Mini e Nova 5. Todos eles são executados no Android e o Planet Note é o smartphone high-end da StarTimes.

## Canais
A plataforma StarTimes oferece mais de 480 canais com transmissões em quase dez idiomas, incluindo suaíli, hauçá, iorubá, inglês e francês entre outros A StarTimes também possui e opera 34 canais.

## Centro de dublagem
A StarTimes estabeleceu seu centro de tradução e dublagem em 2011. Este centro, com capacidade de produção de 10.000 horas, possui dublagens em oito idiomas: chinês, inglês, francês, português, suaíli, hauçá, iorubá e luganda.
Em 2016, a StarTimes realizou uma competição de dublagem em suaíli, Star TV Drama Dubbing Contest, na Tanzânia. Os vencedores receberam empregos no centro de dublagem de StarTimes em Pequim.